# Иванковцы (Черниговская область)
Иванковцы (укр. Іванківці) — село в Прилукском районе Черниговской области Украины на правом берегу реки Лысогор. Население 638 человек. Занимает площадь 0,803 км².
Код КОАТУУ: 7425155402. Почтовый индекс: 17332. Телефонный код: +380 4639.

## Власть
Орган местного самоуправления — Сребнянская поселковая община. Почтовый адрес: 17300, Черниговская обл., Прилукский р-н, пгт Сребное, ул. Мира, 43а.

## История
Впервые упоминается в 1666 году. Село входило в 1-ю Варвянскую сотню Прилукского полка, а с 1781 года в Прилукский уезд Черниговского наместничества, в Сребнянский р-н Прилукского округа (1923-1930).
Есть на карте 1812 года.
В ХІХ столетии село Иванковцы было волостным центром Иванковской волости Прилукского уезда Полтавской губернии. В селе была Благовещенская церковь.
В 1862 году во владельческом и казённом селе Иванковцы была церковь, приходское училище, волостное и сельское правление и 213 дворов, где жило 1468 человек (698 мужского и 770 женского пола)
В 1911 году в селе Иванковцы была Благовещенская церковь, земская школа и жило 2514 человек (1250 мужского и 1264 женского пола)